# Syndrome de Doege-Potter
Le syndrome de Doege-Potter est un syndrome paranéoplasique causé par une tumeur bénigne ou maligne, le plus souvent une tumeur fibreuse solitaire.

## Fréquence
Initialement décrit en 1930, le syndrome de Doege-Potter est rare (à peine une centaine de cas en 1976)[réf. nécessaire].

## Cause
Le syndrome de Doege-Potter est dû à la déviation du système immunitaire par une tumeur (syndrome dit paranéoplasique). Les tumeurs qui le provoquent sont le plus souvent des fibromes. Ceux-ci ne sont malins que dans 12 ou 15 % des cas. Les tumeurs causant ce syndrome sont en général petites, mais le cas d'un fibrome de 3 kilos et de 21 centimètres sur 23 sur 12 a déjà été signalé (mais de tels cas sont extrêmement rares).

## Conséquences
Le syndrome paranéoplasique atteint le cerveau et cause des lésions. S'ensuit une hypoglycémie et un rythme anormalement élevé du principe de la mitose. La tumeur se localisant souvent dans les poumons, un collapsus pulmonaire n'est pas exclu. Une division anormales de lobes pulmonaires peut aussi faire partie des symptômes de la maladie.

## Traitement
Intervention chirurgicale pour le fibrome et immunosuppresseurs pour le syndrome paranéoplasique.